# Гончариська сільська рада
Гончари́ська сільська́ ра́да — адміністративно-територіальна одиниця та орган місцевого самоврядування в Катеринопільському районі Черкаської області. Адміністративний центр — село Гончариха.

## Загальні відомості
- Населення ради: 858 осіб (станом на 2001 рік)

## Історія
05.02.1965 Указом Президії Верховної Ради Української РСР передано сільради: Вербовецьку, Гончариську та Кайтанівську Шполянського району — до складу Звенигородського району.

## Населені пункти
Сільській раді були підпорядковані населені пункти:
- с. Гончариха
- с-ще Новоукраїнка
- с. Ромейково

## Склад ради
Рада складалася з 12 депутатів та голови.
- Голова ради: Бибик Василь Юрійович
- Секретар ради: Коханчук Валентина Петрівна

### Керівний склад попередніх скликань
| Прізвище, ім'я, по батькові | Основні відомості                                                         | Дата обрання | Дата звільнення |
| --------------------------- | ------------------------------------------------------------------------- | ------------ | --------------- |
| Бибик Василь Юрійович       | Сільський голова, 1966 року народження, освіта вища, безпартійний         | 26.03.2006   | 31.10.2010      |
| Бибик Василь Юрійович       | Сільський голова, 1966 року народження, освіта вища, член Партії регіонів | 31.10.2010   |                 |

Примітка: таблиця складена за даними сайту Верховної Ради України

### Депутати
За результатами місцевих виборів 2010 року депутатами ради стали:

#### За суб'єктами висування
| Суб'єкт висування | Кількість обраних депутатів | %   |
| ----------------- | --------------------------- | --- |
| Самовисування     | 12                          | 100 |

#### За округами
| № округу | Прізвище, ім'я, по батькові     | Дата визнання обраним | Освіта             | Партійна приналежність | Відомості про обраного депутата                       |
| -------- | ------------------------------- | --------------------- | ------------------ | ---------------------- | ----------------------------------------------------- |
| 1        | Бурлаченко Галина Іванівна      | 01.11.2010            | середня            | позапартійна           | СТОВ ім. Ватутіна, інженер по техніці безпеки         |
| 2        | Зарва Олена Олександрівна       | 01.11.2010            | вища               | позапартійна           | Гончариська бібліотека, завідувачка бібліотеки        |
| 3        | Коханчук Валентина Петрівна     | 01.11.2010            | вища               | позапартійна           | Гончариська сільська рада, секретар                   |
| 4        | Гаркавенко Валентина Леонідівна | 01.11.2010            | вища               | позапартійна           | Гончариський дитсадок, завідувачка                    |
| 5        | Чорна Валентина Михайлівна      | 01.11.2010            | вища               | позапартійна           | Гончариська загальноосвітня школа І-ІІІ ст., директор |
| 6        | Фартух Людмила Олександрівна    | 01.11.2010            | середня спеціальна | позапартійна           | тимчасово не працює                                   |
| 7        | Підлипна Інна Михайлівна        | 01.11.2010            | вища               | позапартійна           | Гончариська загальноосвітня школа І-ІІІ ст., вчитель  |
| 8        | Кожушко Ольга Юхимівна          | 01.11.2010            | середня спеціальна | позапартійна           | Гончариське ВЗ, завідувачка                           |
| 9        | Мандич Ольга Анатоліївна        | 01.11.2010            | середня            | член Партії регіонів   | фермерське господарство «Зевс», товарознавець         |
| 10       | Бараненко Тамара Вікторівна     | 01.11.2010            | вища               | позапартійна           | Гончариська сільська рада, гол бухгалтер              |
| 11       | Трохименко Тетяна Володимирівна | 01.11.2010            | середня спеціальна | позапартійна           | Гончариська сільська рада, землевпорядник             |
| 12       | Односум Віктор Степанович       | 01.11.2010            | вища               | позапартійний          | ФГ «Ромейківське», голова                             |